# Conseil départemental du Morbihan
 (avril 2015).
Si vous disposez d'ouvrages ou d'articles de référence ou si vous connaissez des sites web de qualité traitant du thème abordé ici, merci de compléter l'article en donnant les références utiles à sa vérifiabilité et en les liant à la section « Notes et références ».
Le conseil départemental du Morbihan est l'assemblée délibérante du département français du Morbihan, collectivité territoriale décentralisée. Son siège se trouve à Vannes.

## Historique

### Identité visuelle (logotype)

Logo jusqu'en 2007.
Logo de 2007 à 2022.
Logo depuis 2022.

## Élus

### Président du conseil départemental
Le président du conseil départemental du Morbihan est David Lappartient (DVD) depuis le 1er juillet 2021.
| Période                            | Période                      | Identité                          | Étiquette                         | Étiquette                         |                                   |
| Président du conseil général       | Président du conseil général | Président du conseil général      | Président du conseil général      | Président du conseil général      |                                   |
| ---------------------------------- | ---------------------------- | --------------------------------- | --------------------------------- | --------------------------------- | --------------------------------- |
| 1901                               | 1913                         | Paul-Henri de Lanjuinais          | NC                                | NC                                |                                   |
| 1913                               | 1920                         | Louis Nail                        |                                   | PRRRS                             |                                   |
| 1921                               | 1937                         | Alfred Brard                      | NC                                | NC                                |                                   |
| 1937                               | 1940                         | Louis Guillois                    |                                   | FR                                |                                   |
| 1940                               | 1945                         | Vacant (Conseil général suspendu) | Vacant (Conseil général suspendu) | Vacant (Conseil général suspendu) | Vacant (Conseil général suspendu) |
| 1945                               | 1946                         | Alphonse Rio                      |                                   | PRRRS                             |                                   |
| 1946                               | mars 1964                    | Paul Ihuel                        |                                   | MRP                               |                                   |
| mars 1964                          | 1977                         | Raymond Marcellin                 |                                   | RI                                |                                   |
| 1977                               | 27 mars 1998                 | Raymond Marcellin                 |                                   | UDF                               |                                   |
| 27 mars 1998                       | 2002                         | Jean-Charles Cavaillé             |                                   | RPR                               |                                   |
| 2002                               | 1er avril 2004               | Jean-Charles Cavaillé             |                                   | UMP                               |                                   |
| 1er avril 2004                     | 7 avril 2011                 | Joseph Kergueris                  |                                   | UDF puis AC                       |                                   |
| 7 avril 2011                       | 2 avril 2015                 | François Goulard                  |                                   | UMP                               |                                   |
| Président du conseil départemental |                              |                                   |                                   |                                   |                                   |
| 2 avril 2015                       | avril 2018                   | François Goulard                  |                                   | LR                                |                                   |
| avril 2018                         | 1er juillet 2021             | François Goulard                  |                                   | OF                                |                                   |
| 1er juillet 2021                   | en cours                     | David Lappartient                 |                                   | LR puis DVD                       |                                   |

### Conseillers départementaux
Le conseil départemental du Morbihan comprend 42 conseillers départementaux issus des 21 cantons du Morbihan.
| Président du Conseil départemental |       |       |      |                                |
| François Goulard (Agir)            |       |       |      |                                |
| Parti                              | Sigle | Sigle | Élus | Groupes                        |
| Majorité (34 sièges)               |       |       |      |                                |
| Divers droite                      |       | DVD   | 22   | Majorité départementale        |
| Les Républicains                   |       | LR    | 11   | Majorité départementale        |
| Agir                               |       | Agir  | 1    | Majorité départementale        |
| Opposition (8 sièges)              |       |       |      |                                |
| Parti socialiste                   |       | PS    | 5    | Morbihan Innovant et Solidaire |
| Parti communiste français          |       | PCF   | 1    | Morbihan Innovant et Solidaire |
| Pour la Bretagne !                 |       | PLB   | 1    | Morbihan Innovant et Solidaire |
| La République en marche            |       | LREM  | 1    | Morbihan Innovant et Solidaire |

## Budget
Le conseil général du Morbihan a en 2016 un budget de 757,8 millions d'euros.

### Budget d'investissement
- 2003 : 196,2 millions d'euros
- 2004 : 198,6 millions d'euros
- 2005 : 216,8 millions d'euros
- 2006 : 224,9 millions d'euros
- 2007 : 235,8 millions d'euros